# Paul Salamunovich

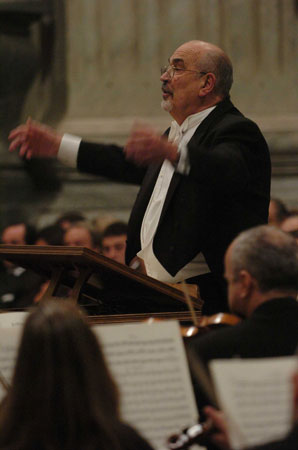
Paul Salamunovich (2003)

Paul F. Salamunovich (* 7. Juni 1927 in Redondo Beach, Kalifornien; † 3. April 2014 in Sherman Oaks, Kalifornien) war ein US-amerikanischer Chorleiter, Komponist und Hochschullehrer.
Er dirigierte die Los Angeles Master Chorale (1991–2001) und die St. Charles Borromeo Church (North Hollywood) (1949–2009). Salamunovich komponierte die chorale Filmmusik für über 100 Spielfilme und TV-Shows.
Für sein Engagement um den Gregorianischen Choral wurde er mehrfach geehrt, darunter 2013 mit dem Päpstlichen Ehrenkreuz Pro Ecclesia et Pontifice und 1969 von Papst Paul VI. mit dem Offizierskreuz des Gregoriusordens.